# جائزة أفضل لاعب كرة قدم في العالم 2005

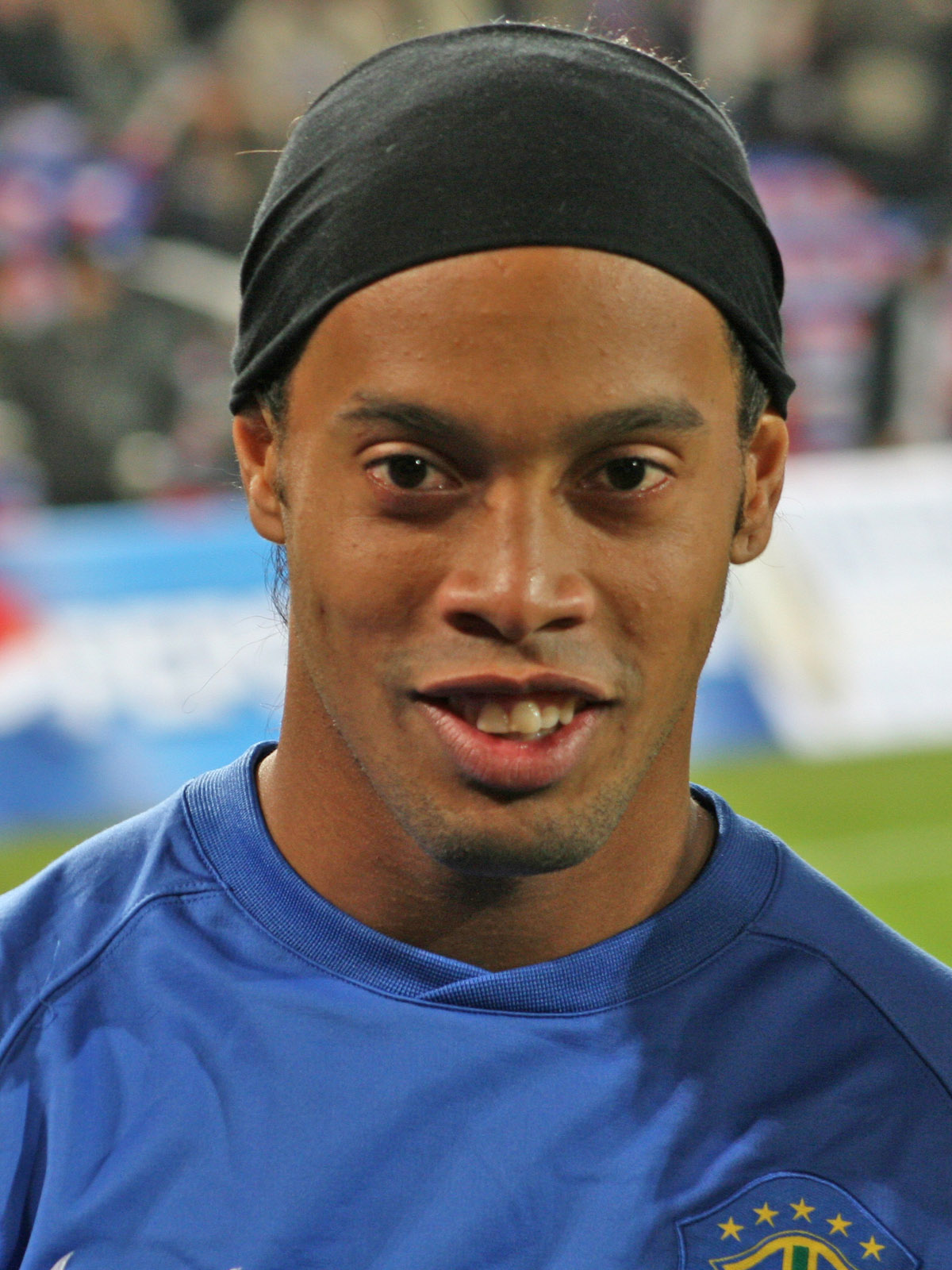

فاز بجائزة أفضل لاعب كرة قدم في العالم 2005 البرازيلي رونالدينيو.